# Prêmio Arthur Friedenreich de 2016
O Prêmio Arthur Friedenreich de 2016 é a 9ª edição do prêmio, criado pela Rede Globo, destinado ao maior artilheiro da temporada no futebol brasileiro.

## Classificação
Atualizado em 13 de dezembro de 2016.
| #   | Jogador          | Clube(s)                      | Gols |
| --- | ---------------- | ----------------------------- | ---- |
| 1º  | Robinho          | Atlético Mineiro              | 25   |
| 2º  | Grafite          | Santa Cruz                    | 24   |
| 3º  | Anselmo          | Fortaleza                     | 23   |
| 3º  | Bruno Rangel     | Chapecoense                   | 23   |
| 3º  | Fred             | Atlético Mineiro / Fluminense | 23   |
| 3º  | Kléber           | Coritiba                      | 23   |
| 7º  | Ricardo Oliveira | Santos                        | 22   |
| 7º  | Rodrigão         | Santos / Campinense           | 22   |
| 7º  | Roger            | Ponte Preta / Red Bull Brasil | 22   |
| 10º | Bill             | Ceará                         | 21   |
| 10º | Gabriel Jesus    | Palmeiras                     | 21   |
| 10º | Hernane          | Bahia                         | 21   |
| 10º | Marinho          | Vitória                       | 21   |
| 10º | Nenê             | Vasco da Gama                 | 21   |
| 10º | William Pottker  | Linense / Ponte Preta         | 21   |